# Valorant Champions Tour 2022: Giai đoạn 1 Masters
Valorant Champions Tour 2022 (VCT): Giai đoạn 1 Masters, còn được gọi là Valorant Masters Reykjavík 2022, là một giải đấu quốc tế được tổ chức bởi Riot Games  cho bộ môn thể thao điện tử Valorant,  và là một phần của Valorant Champions Tour mùa giải 2022. Giải đấu diễn ra từ ngày 10 đến 24 tháng 04 năm 2022 tại Reykjavík, Iceland. Thành phố trước đây cũng đã đăng cai tổ chức Masters Reykjavík 2021.

## Địa điểm
Reykjavík  là thành phố được chọn để đăng cai tổ chức giải đấu. Tất cả các trận đấu được thi đấu tại Laugardalshöll mà không có khán giả.
| Reykjavík, Iceland |
| ------------------ |
| Laugardalshöll     |
| Reykjavík          |

## Thể thức

### Giải đấu
Các đội vô địch giải đấu Challengers giai đoạn 1 của các khu vực Châu Á-Thái Bình Dương; EMEA và Bắc Mỹ đều được trực tiếp lọt vào tứ kết nhánh thắng. Khu vực nào trong hai khu vực Mỹ Latinh và Brazil giành chiến thắng trong vòng loại trực tiếp Nam Mỹ (trận đấu giữa hai đội á quân Challengers của 2 khu vực) sẽ giành quyền vào tứ kết cho đội thắng Challengers của họ. Tám đội còn lại được xếp hạt giống vào vòng bảng theo thể thức GSL và được chia thành hai bảng bốn đội.
Giải đấu này có 12 đội được chia như bên dưới:
| Bắt đầu tại                 | Khu vực | Khu vực | Khu vực | Khu vực   | Khu vực  | Khu vực  | Khu vực                |
| Bắt đầu tại                 | EMEA    | Bắc Mỹ  | Nam Mỹ  | Nam Mỹ    | Nhật Bản | Hàn Quốc | Châu Á-Thái Bình Dương |
| Bắt đầu tại                 | EMEA    | Bắc Mỹ  | Brazil  | Mỹ Latinh | Nhật Bản | Hàn Quốc | Châu Á-Thái Bình Dương |
| --------------------------- | ------- | ------- | ------- | --------- | -------- | -------- | ---------------------- |
| Vòng loại trực tiếp (4 đội) | 1       | 1       | 1       | 1         | 0        | 0        | 1                      |
| Vòng bảng(8 đội)            | 2       | 1       | 1       | 1         | 1        | 1        | 1                      |
| Tổng cộng (12 đội)          | 3       | 2       | 3       | 3         | 1        | 1        | 2                      |

### Đội tuyển tham dự
FunPlus Phoenix ban đầu đủ điều kiện tham gia Masters Giai đoạn 1 sau khi chiến thắng Challengers Giai đoạn 1 EMEA năm 2022; tuy nhiên, do hạn chế đi lại do xung đột Nga-Ukraina gây ra, họ không thể tham dự và buộc phải rút lui khỏi giải đấu. Riot sau đó đã quyết định thay thế họ bằng Team Liquid làm đại diện thứ ba của EMEA. Với điều này, đội vẫn được thưởng 25.000$ và 200 điểm, tương đương với vị trí thứ tám - vị trí thấp nhất mà họ có thể giành được tại giải đấu.
Á quân Challengers Brazil Ninjas in Pyjamas đã thắng Á quân Challengers Mỹ Latinh Leviatán tại vòng loại trực tiếp Nam Mỹ, dẫn đến vị trí của Nam Mỹ ở vòng loại trực tiếp được trao cho đội vô địch Challengers Brazil LOUD thay cho đội vô địch Challengers Mỹ Latinh KRÜ Esports.
| Khu vực                         | Khu vực                         | Đội                             | ID                              |
| Bắt đầu tại vòng loại trực tiếp | Bắt đầu tại vòng loại trực tiếp | Bắt đầu tại vòng loại trực tiếp | Bắt đầu tại vòng loại trực tiếp |
| ------------------------------- | ------------------------------- | ------------------------------- | ------------------------------- |
| EMEA                            | EMEA                            | G2 Esports                      | G2                              |
| Bắc Mỹ                          | Bắc Mỹ                          | The Guard                       | TGRD                            |
| Châu Á-Thái Bình Dương          | MYSG                            | Paper Rex                       | PRX                             |
| Brazil                          | Brazil                          | LOUD                            | LLL                             |
| Bắt đầu tại vòng bảng           |                                 |                                 |                                 |
| EMEA                            | EMEA                            | Fnatic                          | FNC                             |
| EMEA                            | EMEA                            | Team Liquid                     | TL                              |
| Bắc Mỹ                          | Bắc Mỹ                          | OpTic Gaming                    | OPTC                            |
| Châu Á-Thái Bình Dương          | Thái Lan                        | XERXIA                          | XIA                             |
| Hàn Quốc                        | Hàn Quốc                        | DRX                             | DRX                             |
| Nhật Bản                        | Nhật Bản                        | ZETA DIVISION                   | ZETA                            |
| Mỹ Latinh                       | Nam LATAM                       | KRÜ Esports                     | KRÜ                             |
| Brazil                          | Brazil                          | Ninjas in Pyjamas               | NIP                             |

### Bản đồ
Danh sách 7 bản đồ thi đấu:
- Ascent
- Bind
- Breeze
- Fracture
- Haven
- Icebox
- Split

## Vòng bảng
- 8 đội được chia thành 2 bảng, mỗi bảng 4 đội thi đấu theo thể thức loại kép GSL. Hai đội từ khu vực EMEA không được xếp vào cùng một bảng.
- Các trận đấu được thi đấu theo thể thức Bo3.
- Hai đội đứng đầu mỗi bảng lọt vào vòng loại trực tiếp.

### Bảng A
| VT | Đội               | ID   | T | B | VT | VB | HS  | Trạng thái       |
| -- | ----------------- | ---- | - | - | -- | -- | --- | ---------------- |
| 1  | DRX               | DRX  | 2 | 0 | 52 | 17 | +35 | Lọt vào playoffs |
| 2  | ZETA DIVISION     | ZETA | 2 | 1 | 64 | 79 | -15 | Lọt vào playoffs |
| 3  | Ninjas in Pyjamas | NIP  | 1 | 2 | 73 | 74 | -1  | Bị loại          |
| 4  | Fnatic            | FNC  | 0 | 2 | 33 | 52 | -19 | Bị loại          |

|  |                   |                   |                   |                   |                   |                   |     |     |                      |                      |                      |                      |                      |                      |  |  |                  |                  |                  |
|  | Vòng 1            | Vòng 1            | Vòng 1            | Vòng 1            | Vòng 1            | Vòng 1            |     |     | Trận đấu nhánh thắng | Trận đấu nhánh thắng | Trận đấu nhánh thắng | Trận đấu nhánh thắng | Trận đấu nhánh thắng | Trận đấu nhánh thắng |  |  | Lọt vào Playoffs | Lọt vào Playoffs | Lọt vào Playoffs |
|  | Vòng 1            | Vòng 1            | Vòng 1            | Vòng 1            | Vòng 1            | Vòng 1            |     |     | Trận đấu nhánh thắng | Trận đấu nhánh thắng | Trận đấu nhánh thắng | Trận đấu nhánh thắng | Trận đấu nhánh thắng | Trận đấu nhánh thắng |  |  | Lọt vào Playoffs | Lọt vào Playoffs | Lọt vào Playoffs |
|  |                   |                   |                   |                   |                   |                   |     |     |                      |                      |                      |                      |                      |                      |  |  |                  |                  |                  |
|  |                   |                   |                   |                   |                   |                   |     |     |                      |                      |                      |                      |                      |                      |  |  |                  |                  |                  |
|  | DRX               | DRX               | 13                | 13                | –                 | 2                 |     |     |                      |                      |                      |                      |                      |                      |  |  |                  |                  |                  |
|  | DRX               | DRX               | 13                | 13                | –                 | 2                 |     |     |                      |                      |                      |                      |                      |                      |  |  |                  |                  |                  |
|  | ZETA              | ZETA              | 2                 | 3                 | –                 | 0                 |     |     |                      |                      |                      |                      |                      |                      |  |  |                  |                  |                  |
|  | ZETA              | ZETA              | 2                 | 3                 | –                 | 0                 |     |     | DRX                  | DRX                  | 13                   | 13                   | –                    | 2                    |  |  |                  |                  |                  |
|  |                   |                   |                   |                   |                   |                   |     |     | DRX                  | DRX                  | 13                   | 13                   | –                    | 2                    |  |  |                  |                  |                  |
|  |                   |                   | NIP               | NIP               | 4                 | 8                 | –   | 0   |                      |                      |                      |                      |                      |                      |  |  |                  |                  |                  |
|  | NIP               | NIP               | NIP               | NIP               | 4                 | 8                 | –   | 0   | 13                   | 13                   | –                    | 2                    |                      |                      |  |  |                  |                  |                  |
|  | NIP               | NIP               |                   |                   |                   |                   |     |     |                      |                      | –                    | 2                    |                      |                      |  |  |                  |                  |                  |
|  | FNC               | FNC               | 7                 | 8                 | –                 | 0                 |     |     |                      |                      |                      |                      |                      |                      |  |  |                  |                  |                  |
|  | FNC               | FNC               | 7                 | 8                 | –                 | 0                 | DRX |     |                      |                      |                      |                      |                      |                      |  |  |                  |                  |                  |
|  |                   |                   |                   |                   |                   |                   |     |     |                      |                      |                      |                      |                      |                      |  |  |                  |                  |                  |
|  |                   |                   | ZETA              |                   |                   |                   |     |     |                      |                      |                      |                      |                      |                      |  |  |                  |                  |                  |
|  | Trận đấu loại trừ | Trận đấu loại trừ | Trận đấu loại trừ | Trận đấu loại trừ | Trận đấu loại trừ | Trận đấu loại trừ |     |     | Trận đấu quyết định  | Trận đấu quyết định  | Trận đấu quyết định  | Trận đấu quyết định  | Trận đấu quyết định  | Trận đấu quyết định  |  |  |                  |                  |                  |
|  | Trận đấu loại trừ | Trận đấu loại trừ | Trận đấu loại trừ | Trận đấu loại trừ | Trận đấu loại trừ | Trận đấu loại trừ |     |     |                      | Trận đấu quyết định  | Trận đấu quyết định  | Trận đấu quyết định  | Trận đấu quyết định  | Trận đấu quyết định  |  |  |                  |                  |                  |
|  |                   |                   |                   |                   |                   |                   |     |     |                      |                      |                      |                      |                      |                      |  |  |                  |                  |                  |
|  |                   |                   |                   |                   |                   |                   |     |     |                      |                      |                      |                      |                      |                      |  |  |                  |                  |                  |
|  |                   |                   |                   |                   |                   |                   | NIP | NIP | 13                   | 10                   | 12                   | 1                    |                      |                      |  |  |                  |                  |                  |
|  |                   |                   |                   |                   |                   |                   | NIP | NIP | 13                   | 10                   | 12                   | 1                    |                      |                      |  |  |                  |                  |                  |
|  | ZETA              | ZETA              | 13                | 13                | –                 | 2                 |     |     | ZETA                 | ZETA                 | 6                    | 13                   | 14                   | 2                    |  |  |                  |                  |                  |
|  | ZETA              | ZETA              | 13                | 13                | –                 | 2                 |     |     | ZETA                 | ZETA                 | 6                    | 13                   | 14                   | 2                    |  |  |                  |                  |                  |
|  | FNC               | FNC               | 7                 | 11                | –                 | 0                 |     |     |                      |                      |                      |                      |                      |                      |  |  |                  |                  |                  |
|  | FNC               | FNC               | 7                 | 11                | –                 | 0                 |     |     |                      |                      |                      |                      |                      |                      |  |  |                  |                  |                  |

### Bảng B
| VT | Đội          | ID   | T | B | VT | VB | HS  | Trạng thái       |
| -- | ------------ | ---- | - | - | -- | -- | --- | ---------------- |
| 1  | Team Liquid  | TL   | 2 | 0 | 70 | 54 | +16 | Lọt vào playoffs |
| 2  | OpTic Gaming | OPTC | 2 | 1 | 72 | 56 | +16 | Lọt vào playoffs |
| 3  | XERXIA       | XIA  | 1 | 2 | 76 | 87 | -11 | Bị loại          |
| 4  | KRÜ Esports  | KRÜ  | 0 | 2 | 34 | 55 | -21 | Bị loại          |

|  |                   |                   |                   |                   |                   |                   |     |     |                      |                      |                      |                      |                      |                      |  |  |                  |                  |                  |
|  | Vòng 1            | Vòng 1            | Vòng 1            | Vòng 1            | Vòng 1            | Vòng 1            |     |     | Trận đấu nhánh thắng | Trận đấu nhánh thắng | Trận đấu nhánh thắng | Trận đấu nhánh thắng | Trận đấu nhánh thắng | Trận đấu nhánh thắng |  |  | Lọt vào Playoffs | Lọt vào Playoffs | Lọt vào Playoffs |
|  | Vòng 1            | Vòng 1            | Vòng 1            | Vòng 1            | Vòng 1            | Vòng 1            |     |     | Trận đấu nhánh thắng | Trận đấu nhánh thắng | Trận đấu nhánh thắng | Trận đấu nhánh thắng | Trận đấu nhánh thắng | Trận đấu nhánh thắng |  |  | Lọt vào Playoffs | Lọt vào Playoffs | Lọt vào Playoffs |
|  |                   |                   |                   |                   |                   |                   |     |     |                      |                      |                      |                      |                      |                      |  |  |                  |                  |                  |
|  |                   |                   |                   |                   |                   |                   |     |     |                      |                      |                      |                      |                      |                      |  |  |                  |                  |                  |
|  | KRÜ               | KRÜ               | 5                 | 14                | –                 | 0                 |     |     |                      |                      |                      |                      |                      |                      |  |  |                  |                  |                  |
|  | KRÜ               | KRÜ               | 5                 | 14                | –                 | 0                 |     |     |                      |                      |                      |                      |                      |                      |  |  |                  |                  |                  |
|  | TL                | TL                | 13                | 16                | –                 | 2                 |     |     |                      |                      |                      |                      |                      |                      |  |  |                  |                  |                  |
|  | TL                | TL                | 13                | 16                | –                 | 2                 |     |     | TL                   | TL                   | 13                   | 11                   | 17                   | 2                    |  |  |                  |                  |                  |
|  |                   |                   |                   |                   |                   |                   |     |     | TL                   | TL                   | 13                   | 11                   | 17                   | 2                    |  |  |                  |                  |                  |
|  |                   |                   | XIA               | XIA               | 7                 | 13                | 15  | 1   |                      |                      |                      |                      |                      |                      |  |  |                  |                  |                  |
|  | XIA               | XIA               | XIA               | XIA               | 7                 | 13                | 15  | 1   | 13                   | 13                   | –                    | 2                    |                      |                      |  |  |                  |                  |                  |
|  | XIA               | XIA               |                   |                   |                   |                   |     |     |                      |                      | –                    | 2                    |                      |                      |  |  |                  |                  |                  |
|  | OPTC              | OPTC              | 10                | 10                | –                 | 0                 |     |     |                      |                      |                      |                      |                      |                      |  |  |                  |                  |                  |
|  | OPTC              | OPTC              | 10                | 10                | –                 | 0                 | TL  |     |                      |                      |                      |                      |                      |                      |  |  |                  |                  |                  |
|  |                   |                   |                   |                   |                   |                   |     |     |                      |                      |                      |                      |                      |                      |  |  |                  |                  |                  |
|  |                   |                   | OPTC              |                   |                   |                   |     |     |                      |                      |                      |                      |                      |                      |  |  |                  |                  |                  |
|  | Trận đấu loại trừ | Trận đấu loại trừ | Trận đấu loại trừ | Trận đấu loại trừ | Trận đấu loại trừ | Trận đấu loại trừ |     |     | Trận đấu quyết định  | Trận đấu quyết định  | Trận đấu quyết định  | Trận đấu quyết định  | Trận đấu quyết định  | Trận đấu quyết định  |  |  |                  |                  |                  |
|  | Trận đấu loại trừ | Trận đấu loại trừ | Trận đấu loại trừ | Trận đấu loại trừ | Trận đấu loại trừ | Trận đấu loại trừ |     |     |                      | Trận đấu quyết định  | Trận đấu quyết định  | Trận đấu quyết định  | Trận đấu quyết định  | Trận đấu quyết định  |  |  |                  |                  |                  |
|  |                   |                   |                   |                   |                   |                   |     |     |                      |                      |                      |                      |                      |                      |  |  |                  |                  |                  |
|  |                   |                   |                   |                   |                   |                   |     |     |                      |                      |                      |                      |                      |                      |  |  |                  |                  |                  |
|  |                   |                   |                   |                   |                   |                   | XIA | XIA | 9                    | 6                    | –                    | 0                    |                      |                      |  |  |                  |                  |                  |
|  |                   |                   |                   |                   |                   |                   | XIA | XIA | 9                    | 6                    | –                    | 0                    |                      |                      |  |  |                  |                  |                  |
|  | KRÜ               | KRÜ               | 5                 | 10                | –                 | 0                 |     |     | OPTC                 | OPTC                 | 13                   | 13                   | –                    | 2                    |  |  |                  |                  |                  |
|  | KRÜ               | KRÜ               | 5                 | 10                | –                 | 0                 |     |     | OPTC                 | OPTC                 | 13                   | 13                   | –                    | 2                    |  |  |                  |                  |                  |
|  | OPTC              | OPTC              | 13                | 13                | –                 | 2                 |     |     |                      |                      |                      |                      |                      |                      |  |  |                  |                  |                  |
|  | OPTC              | OPTC              | 13                | 13                | –                 | 2                 |     |     |                      |                      |                      |                      |                      |                      |  |  |                  |                  |                  |

## Vòng loại trực tiếp
- 4 đội hạt giống và 4 đội lọt vào vòng loại trực tiếp sẽ thi đấu theo thể thức nhánh thắng nhánh thua.
- Các trận đấu được thi đấu theo thể thức Bo3, ngoại trừ chung kết nhánh thua và chung kết tổng được thi đấu theo thể thức Bo5.
- Các đội trong cùng một bảng tại vòng bảng sẽ không thể cùng một nhánh ở nhánh thắng, nghĩa là họ không thể đấu với nhau cho đến chung kết nhánh thắng (nếu cả hai không xuống nhánh thua).
- Các đội cùng nhánh ở nhánh thắng sẽ không thể cùng một nhánh ở nhánh thua nếu cả hai đều thua, nghĩa là họ không thể đấu với nhau cho đến bán kết nhánh thua.

|  |                    |                    |                    |                    |                    |                    |                   |                   |                     |                     |                     |                     |                     |                     |                    |                    |                       |                       |                       |                       |                       |                       |                      |                      |                      |                      |    |   |   |   |  |  |  |  |                |                |                |                |                |                |                |                |
|  | Tứ kết nhánh thắng | Tứ kết nhánh thắng | Tứ kết nhánh thắng | Tứ kết nhánh thắng | Tứ kết nhánh thắng | Tứ kết nhánh thắng |                   |                   | Bán kết nhánh thắng | Bán kết nhánh thắng | Bán kết nhánh thắng | Bán kết nhánh thắng | Bán kết nhánh thắng | Bán kết nhánh thắng |                    |                    | Chung kết nhánh thắng | Chung kết nhánh thắng | Chung kết nhánh thắng | Chung kết nhánh thắng | Chung kết nhánh thắng | Chung kết nhánh thắng |                      |                      |                      |                      |    |   |   |   |  |  |  |  | Chung kết tổng | Chung kết tổng | Chung kết tổng | Chung kết tổng | Chung kết tổng | Chung kết tổng | Chung kết tổng | Chung kết tổng |
|  | Tứ kết nhánh thắng | Tứ kết nhánh thắng | Tứ kết nhánh thắng | Tứ kết nhánh thắng | Tứ kết nhánh thắng | Tứ kết nhánh thắng |                   |                   | Bán kết nhánh thắng | Bán kết nhánh thắng | Bán kết nhánh thắng | Bán kết nhánh thắng | Bán kết nhánh thắng | Bán kết nhánh thắng |                    |                    | Chung kết nhánh thắng | Chung kết nhánh thắng | Chung kết nhánh thắng | Chung kết nhánh thắng | Chung kết nhánh thắng | Chung kết nhánh thắng |                      |                      |                      |                      |    |   |   |   |  |  |  |  | Chung kết tổng | Chung kết tổng | Chung kết tổng | Chung kết tổng | Chung kết tổng | Chung kết tổng | Chung kết tổng | Chung kết tổng |
|  | Trận 1             |                    |                    |                    |                    |                    |                   |                   |                     |                     |                     |                     |                     |                     |                    |                    |                       |                       |                       |                       |                       |                       |                      |                      |                      |                      |    |   |   |   |  |  |  |  |                |                |                |                |                |                |                |                |
|  |                    |                    |                    |                    |                    |                    |                   |                   |                     |                     |                     |                     |                     |                     |                    |                    |                       |                       |                       |                       |                       |                       |                      |                      |                      |                      |    |   |   |   |  |  |  |  |                |                |                |                |                |                |                |                |
|  | AQ                 | G2 Esports         | 13                 | 13                 | –                  | 2                  |                   |                   |                     |                     |                     |                     |                     |                     |                    |                    |                       |                       |                       |                       |                       |                       |                      |                      |                      |                      |    |   |   |   |  |  |  |  |                |                |                |                |                |                |                |                |
|  | AQ                 | G2 Esports         | 13                 | 13                 | –                  | 2                  | Trận 7            |                   |                     |                     |                     |                     |                     |                     |                    |                    |                       |                       |                       |                       |                       |                       |                      |                      |                      |                      |    |   |   |   |  |  |  |  |                |                |                |                |                |                |                |                |
|  | A                  | ZETA DIVISION      | 7                  | 10                 | –                  | 0                  |                   |                   |                     |                     |                     |                     |                     |                     |                    |                    |                       |                       |                       |                       |                       |                       |                      |                      |                      |                      |    |   |   |   |  |  |  |  |                |                |                |                |                |                |                |                |
|  | A                  | ZETA DIVISION      | 7                  | 10                 | –                  | 0                  |                   |                   | W1                  | G2 Esports          | 5                   | 11                  | –                   | 0                   |                    |                    |                       |                       |                       |                       |                       |                       |                      |                      |                      |                      |    |   |   |   |  |  |  |  |                |                |                |                |                |                |                |                |
|  | Trận 2             |                    |                    |                    |                    |                    |                   |                   | W1                  | G2 Esports          | 5                   | 11                  | –                   | 0                   |                    |                    |                       |                       |                       |                       |                       |                       |                      |                      |                      |                      |    |   |   |   |  |  |  |  |                |                |                |                |                |                |                |                |
|  |                    |                    | W2                 | LOUD               | 13                 | 13                 | –                 | 2                 |                     |                     |                     |                     |                     |                     |                    |                    |                       |                       |                       |                       |                       |                       |                      |                      |                      |                      |    |   |   |   |  |  |  |  |                |                |                |                |                |                |                |                |
|  | AQ                 | LOUD               | W2                 | LOUD               | 13                 | 13                 | –                 | 2                 | 13                  | 3                   | 13                  | 2                   |                     |                     |                    |                    |                       |                       |                       |                       |                       |                       |                      |                      |                      |                      |    |   |   |   |  |  |  |  |                |                |                |                |                |                |                |                |
|  | AQ                 | LOUD               |                    |                    |                    |                    |                   |                   | 13                  | 3                   | 13                  | 2                   | Trận 11             |                     |                    |                    |                       |                       |                       |                       |                       |                       |                      |                      |                      |                      |    |   |   |   |  |  |  |  |                |                |                |                |                |                |                |                |
|  | B                  | Team Liquid        | 10                 | 13                 | 10                 | 1                  |                   |                   |                     |                     |                     |                     |                     |                     |                    |                    |                       |                       |                       |                       |                       |                       |                      |                      |                      |                      |    |   |   |   |  |  |  |  |                |                |                |                |                |                |                |                |
|  | B                  | Team Liquid        | 10                 | 13                 | 10                 | 1                  |                   |                   | W7                  | LOUD                | 2                   | 13                  | 13                  | 2                   |                    |                    |                       |                       |                       |                       |                       |                       |                      |                      |                      |                      |    |   |   |   |  |  |  |  |                |                |                |                |                |                |                |                |
|  | Trận 3             |                    |                    |                    |                    |                    |                   |                   | W7                  | LOUD                | 2                   | 13                  | 13                  | 2                   |                    |                    |                       |                       |                       |                       |                       |                       |                      |                      |                      |                      |    |   |   |   |  |  |  |  |                |                |                |                |                |                |                |                |
|  |                    |                    | W8                 | OpTic Gaming       | 13                 | 8                  | 11                | 1                 |                     |                     |                     |                     |                     |                     |                    |                    |                       |                       |                       |                       |                       |                       |                      |                      |                      |                      |    |   |   |   |  |  |  |  |                |                |                |                |                |                |                |                |
|  | AQ                 | Paper Rex          | W8                 | OpTic Gaming       | 13                 | 8                  | 11                | 1                 | 13                  | 8                   | 8                   | 1                   |                     |                     |                    |                    |                       |                       |                       |                       |                       |                       |                      |                      |                      |                      |    |   |   |   |  |  |  |  |                |                |                |                |                |                |                |                |
|  | AQ                 | Paper Rex          | Trận 8             |                    |                    |                    |                   |                   | 13                  | 8                   | 8                   | 1                   |                     |                     |                    |                    |                       |                       |                       |                       |                       |                       |                      |                      |                      |                      |    |   |   |   |  |  |  |  |                |                |                |                |                |                |                |                |
|  | A                  | DRX                | 10                 | 13                 | 13                 | 2                  |                   |                   |                     |                     |                     |                     |                     |                     |                    |                    |                       |                       |                       |                       |                       |                       |                      |                      |                      |                      |    |   |   |   |  |  |  |  |                |                |                |                |                |                |                |                |
|  | A                  | DRX                | 10                 | 13                 | 13                 | 2                  |                   |                   | W3                  | DRX                 | 13                  | 11                  | 13                  | 1                   |                    |                    |                       |                       |                       |                       |                       |                       |                      |                      |                      |                      |    |   |   |   |  |  |  |  |                |                |                |                |                |                |                |                |
|  | Trận 4             |                    |                    |                    |                    |                    |                   |                   | W3                  | DRX                 | 13                  | 11                  | 13                  | 1                   |                    |                    |                       |                       |                       |                       |                       |                       |                      |                      |                      |                      |    |   |   |   |  |  |  |  |                |                |                |                |                |                |                |                |
|  |                    |                    | W4                 | OpTic Gaming       | 8                  | 13                 | 15                | 2                 |                     |                     |                     |                     |                     |                     |                    |                    |                       |                       |                       |                       |                       |                       |                      |                      |                      |                      |    |   |   |   |  |  |  |  |                |                |                |                |                |                |                |                |
|  | AQ                 | The Guard          | W4                 | OpTic Gaming       | 8                  | 13                 | 15                | 2                 | 7                   | 13                  | 11                  | 1                   |                     |                     |                    |                    | Trận 14               | Trận 14               | Trận 14               | Trận 14               | Trận 14               | Trận 14               | Trận 14              | Trận 14              |                      |                      |    |   |   |   |  |  |  |  |                |                |                |                |                |                |                |                |
|  | AQ                 | The Guard          |                    |                    |                    |                    |                   |                   |                     |                     | 11                  | 1                   |                     |                     |                    |                    | Trận 14               | Trận 14               | Trận 14               | Trận 14               | Trận 14               | Trận 14               | Trận 14              | Trận 14              |                      |                      |    |   |   |   |  |  |  |  |                |                |                |                |                |                |                |                |
|  | B                  | OpTic Gaming       | 13                 | 7                  | 13                 | 2                  |                   |                   | W11                 | LOUD                | 9                   | 12                  | 13                  | –                   | –                  | 0                  |                       |                       |                       |                       |                       |                       |                      |                      |                      |                      |    |   |   |   |  |  |  |  |                |                |                |                |                |                |                |                |
|  | B                  | OpTic Gaming       | 13                 | 7                  | 13                 | 2                  |                   |                   | W11                 | LOUD                | 9                   | 12                  | 13                  | –                   | –                  | 0                  |                       |                       |                       |                       |                       |                       |                      |                      |                      |                      |    |   |   |   |  |  |  |  |                |                |                |                |                |                |                |                |
|  |                    |                    |                    |                    |                    |                    |                   |                   | W13                 | OpTic Gaming        | 13                  | 14                  | 15                  | –                   | –                  | 3                  |                       |                       |                       |                       |                       |                       |                      |                      |                      |                      |    |   |   |   |  |  |  |  |                |                |                |                |                |                |                |                |
|  |                    |                    |                    |                    |                    |                    |                   |                   | W13                 | OpTic Gaming        | 13                  | 14                  | 15                  | –                   | –                  | 3                  |                       |                       |                       |                       |                       |                       |                      |                      |                      |                      |    |   |   |   |  |  |  |  |                |                |                |                |                |                |                |                |
|  | Vòng 1 nhánh thua  | Vòng 1 nhánh thua  | Vòng 1 nhánh thua  | Vòng 1 nhánh thua  | Vòng 1 nhánh thua  | Vòng 1 nhánh thua  | Tứ kết nhánh thua | Tứ kết nhánh thua | Tứ kết nhánh thua   | Tứ kết nhánh thua   | Tứ kết nhánh thua   | Tứ kết nhánh thua   | Bán kết nhánh thua  | Bán kết nhánh thua  | Bán kết nhánh thua | Bán kết nhánh thua | Bán kết nhánh thua    | Bán kết nhánh thua    | Chung kết nhánh thua  | Chung kết nhánh thua  | Chung kết nhánh thua  | Chung kết nhánh thua  | Chung kết nhánh thua | Chung kết nhánh thua | Chung kết nhánh thua | Chung kết nhánh thua |    |   |   |   |  |  |  |  |                |                |                |                |                |                |                |                |
|  | Vòng 1 nhánh thua  | Vòng 1 nhánh thua  | Vòng 1 nhánh thua  | Vòng 1 nhánh thua  | Vòng 1 nhánh thua  | Vòng 1 nhánh thua  | Tứ kết nhánh thua | Tứ kết nhánh thua | Tứ kết nhánh thua   | Tứ kết nhánh thua   | Tứ kết nhánh thua   | Tứ kết nhánh thua   | Bán kết nhánh thua  | Bán kết nhánh thua  | Bán kết nhánh thua | Bán kết nhánh thua | Bán kết nhánh thua    | Bán kết nhánh thua    | Chung kết nhánh thua  | Chung kết nhánh thua  | Chung kết nhánh thua  | Chung kết nhánh thua  | Chung kết nhánh thua | Chung kết nhánh thua | Chung kết nhánh thua | Chung kết nhánh thua |    |   |   |   |  |  |  |  |                |                |                |                |                |                |                |                |
|  |                    |                    |                    |                    |                    |                    | Trận 9            |                   |                     |                     |                     |                     |                     |                     |                    |                    |                       |                       |                       |                       |                       |                       |                      |                      |                      |                      |    |   |   |   |  |  |  |  |                |                |                |                |                |                |                |                |
|  |                    |                    |                    |                    |                    |                    |                   |                   |                     |                     |                     |                     |                     |                     |                    |                    |                       |                       |                       |                       |                       |                       |                      |                      |                      |                      |    |   |   |   |  |  |  |  |                |                |                |                |                |                |                |                |
|  | Trận 5             | Trận 5             | Trận 5             | Trận 5             | Trận 5             | Trận 5             | L8                | DRX               | 11                  | 13                  | 4                   | 1                   | Trận 13             | Trận 13             | Trận 13            | Trận 13            | Trận 13               | Trận 13               | Trận 13               | Trận 13               |                       |                       |                      |                      |                      |                      |    |   |   |   |  |  |  |  |                |                |                |                |                |                |                |                |
|  | Trận 5             | Trận 5             | Trận 5             | Trận 5             | Trận 5             | Trận 5             | L8                | DRX               | 11                  | 13                  | 4                   | 1                   | Trận 13             | Trận 13             | Trận 13            | Trận 13            | Trận 13               | Trận 13               | Trận 13               | Trận 13               |                       |                       |                      |                      |                      |                      |    |   |   |   |  |  |  |  |                |                |                |                |                |                |                |                |
|  | L1                 | ZETA Division      | 13                 | 4                  | 13                 | 2                  |                   |                   | W5                  | ZETA DIVISION       | 13                  | 10                  | 13                  | 2                   |                    |                    | Trận 12               | Trận 12               | Trận 12               | Trận 12               | Trận 12               | Trận 12               | L11                  | OpTic Gaming         | 15                   | 13                   | 13 | – | – | 3 |  |  |  |  |                |                |                |                |                |                |                |                |
|  | L1                 | ZETA Division      | 13                 | 4                  | 13                 | 2                  |                   |                   | W5                  | ZETA DIVISION       | 13                  | 10                  | 13                  | 2                   |                    |                    | Trận 12               | Trận 12               | Trận 12               | Trận 12               | Trận 12               | Trận 12               | L11                  | OpTic Gaming         | 15                   | 13                   | 13 | – | – | 3 |  |  |  |  |                |                |                |                |                |                |                |                |
|  | L2                 | Team Liquid        | 7                  | 13                 | 7                  | 1                  |                   |                   |                     |                     |                     |                     |                     |                     | W9                 | ZETA DIVISION      | 6                     | 13                    | 13                    | 2                     |                       |                       | W12                  | ZETA DIVISION        | 13                   | 5                    | 8  | – | – | 0 |  |  |  |  |                |                |                |                |                |                |                |                |
|  | L2                 | Team Liquid        | 7                  | 13                 | 7                  | 1                  |                   |                   |                     |                     |                     |                     |                     |                     | W9                 | ZETA DIVISION      | 6                     | 13                    | 13                    | 2                     |                       |                       | W12                  | ZETA DIVISION        | 13                   | 5                    | 8  | – | – | 0 |  |  |  |  |                |                |                |                |                |                |                |                |
|  |                    |                    |                    |                    |                    |                    | Trận 10           | Trận 10           | Trận 10             | Trận 10             | Trận 10             | Trận 10             |                     |                     | W10                | Paper Rex          | 13                    | 2                     | 10                    | 1                     |                       |                       |                      |                      |                      |                      |    |   |   |   |  |  |  |  |                |                |                |                |                |                |                |                |
|  |                    |                    |                    |                    |                    |                    | Trận 10           | Trận 10           | Trận 10             | Trận 10             | Trận 10             | Trận 10             |                     |                     | W10                | Paper Rex          | 13                    | 2                     | 10                    | 1                     |                       |                       |                      |                      |                      |                      |    |   |   |   |  |  |  |  |                |                |                |                |                |                |                |                |
|  | Trận 6             | Trận 6             | Trận 6             | Trận 6             | Trận 6             | Trận 6             | L7                | G2 Esports        | 10                  | 7                   | –                   | 0                   |                     |                     |                    |                    |                       |                       |                       |                       |                       |                       |                      |                      |                      |                      |    |   |   |   |  |  |  |  |                |                |                |                |                |                |                |                |
|  | Trận 6             | Trận 6             | Trận 6             | Trận 6             | Trận 6             | Trận 6             | L7                | G2 Esports        | 10                  | 7                   | –                   | 0                   |                     |                     |                    |                    |                       |                       |                       |                       |                       |                       |                      |                      |                      |                      |    |   |   |   |  |  |  |  |                |                |                |                |                |                |                |                |
|  | L3                 | Paper Rex          | 13                 | 13                 | –                  | 2                  |                   |                   | W6                  | Paper Rex           | 13                  | 13                  | –                   | 2                   |                    |                    |                       |                       |                       |                       |                       |                       |                      |                      |                      |                      |    |   |   |   |  |  |  |  |                |                |                |                |                |                |                |                |
|  | L3                 | Paper Rex          | 13                 | 13                 | –                  | 2                  |                   |                   | W6                  | Paper Rex           | 13                  | 13                  | –                   | 2                   |                    |                    |                       |                       |                       |                       |                       |                       |                      |                      |                      |                      |    |   |   |   |  |  |  |  |                |                |                |                |                |                |                |                |
|  | L4                 | The Guard          | 10                 | 8                  | –                  | 0                  |                   |                   |                     |                     |                     |                     |                     |                     |                    |                    |                       |                       |                       |                       |                       |                       |                      |                      |                      |                      |    |   |   |   |  |  |  |  |                |                |                |                |                |                |                |                |
|  | L4                 | The Guard          | 10                 | 8                  | –                  | 0                  |                   |                   |                     |                     |                     |                     |                     |                     |                    |                    |                       |                       |                       |                       |                       |                       |                      |                      |                      |                      |    |   |   |   |  |  |  |  |                |                |                |                |                |                |                |                |

## Thứ hạng

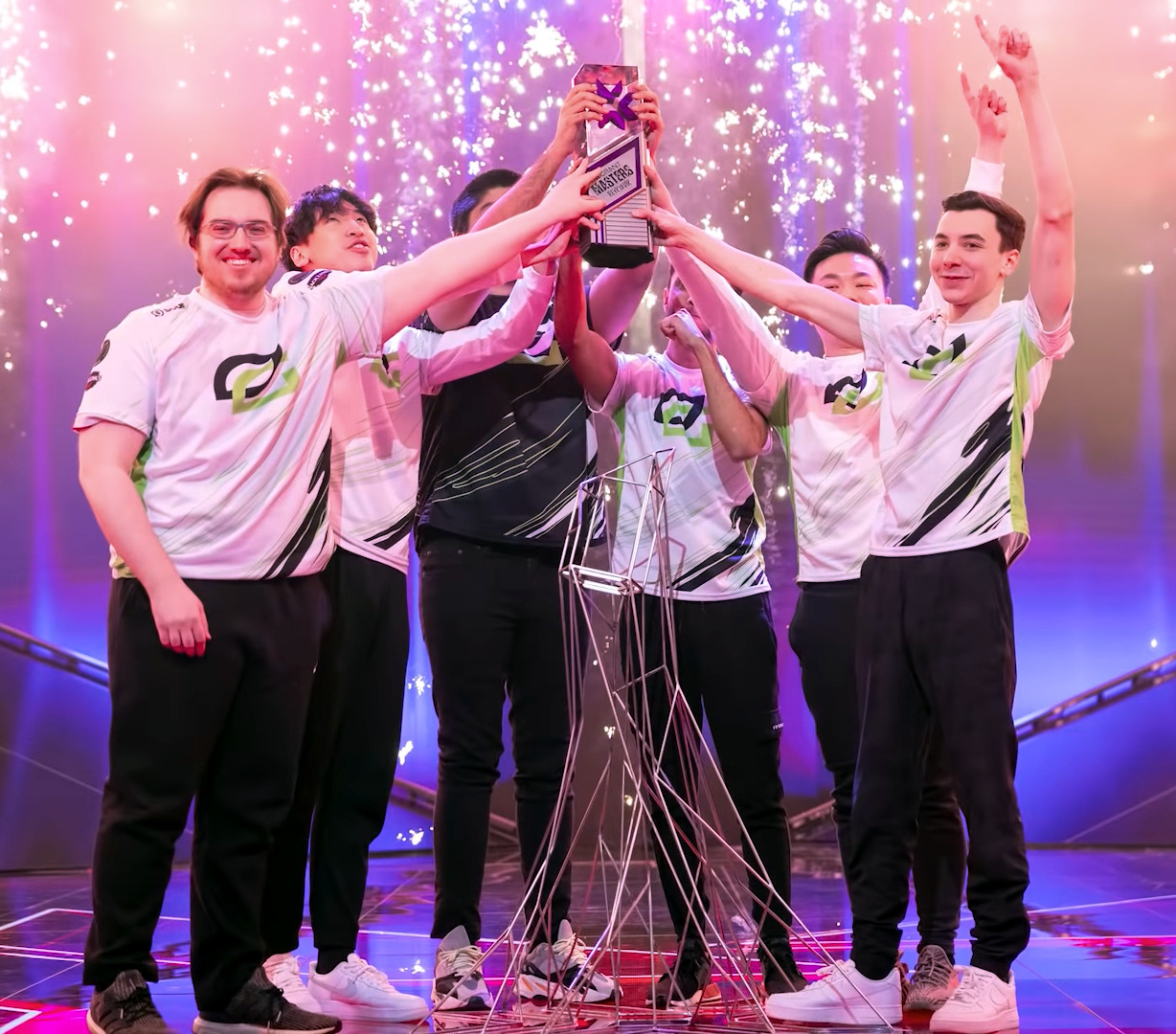
OpTic Gaming vô địch Valorant Masters Reykjavík 2022

| Thứ hạng | Đội               | Tiền thưởng (USD) | Điểm thưởng |
| -------- | ----------------- | ----------------- | ----------- |
| 1        | OpTic Gaming      | $200,000          | 750         |
| 2        | LOUD              | $120,000          | 500         |
| 3        | ZETA Division     | $85,000           | 400         |
| 4        | Paper Rex         | $65,000           | 300         |
| 5-6      | DRX               | $40,000           | 250         |
| 5-6      | G2 Esports        | $40,000           | 250         |
| 7-8      | Team Liquid       | $25,000           | 200         |
| 7-8      | The Guard         | $25,000           | 200         |
| 9-10     | Ninjas in Pyjamas | $15,000           | 150         |
| 9-10     | XERXIA            | $15,000           | 150         |
| 11-12    | Fnatic            | $10,000           | 125         |
| 11-12    | KRÜ Esports       | $10,000           | 125         |

Nguồn: